# Ubangi (flod)
Ubangi-floden ( /(j)uːˈbæŋɡi/; Swahili: Mto Ubangi; fransk: Fleuve Oubangui; hollandsk: Mubangi Stroom), også stavet Oubangui, er en flod i Centralafrika og Congoflodens største biflod på højre bred. Den starter ved sammenløbet af Mbomou (gennemsnitlig årlig udledning 1.350 m³/s) og Uele-floderne (gennemsnitlig årlig udledning 1.550 m³/s) og løber mod vest og danner grænsen mellem Den Centralafrikanske Republik (CAR) og Den Demokratiske Republik Congo (DRC). Efterfølgende bøjer Ubangi mod sydvest og passerer gennem Bangui, hovedstaden i CAR, hvorefter den løber mod syd. – danner grænsen mellem DRC og Republikken Congo. Ubangi ud i Congo-floden ved Liranga.
Ubangi har en  længde på omkring 1.060 km. Dens samlede længde med Uele, dens længste biflod, er 2.270 km. Ubangi's afvandingsområde er omkring 651.915 km2.
Gennemsnitlig årlig udledning ved mundingen 5.936 m³/s . Dens udledning ved Bangui varierer fra omkring 800 m³/s til 11.000 m³/s , med et gennemsnitligt flow på omkring ~ 4.000 m³/s. Det menes, at Ubangi's øvre strækninger oprindeligt løb ud i Chari-floden og Tchad-søen, før de blev opslugt af Congo i det tidlige Pleistocæn.
Sammen med Congo-floden udgør den en vigtig transportvej for flodbåde mellem Bangui og Brazzaville. Fra dens kilde til 100 km nedenfor Bangui definerer Ubangi grænsen mellem Den Centralafrikanske Republik og Den Demokratiske Republik Congo (DRC). Derefter danner den grænsen mellem DRC og Republikken Congo, indtil det munder ud i Congo-floden.